# 血緣兄弟
《血緣兄弟》（英語：Brothers by Blood，原名為）是一部2020年的犯罪劇情電影，由Jeremie Guez執導、編劇和監製，改編自皮特·多斯特的1991年小說《Brotherly Love》。主演是馬提亞斯·修奈爾、祖爾·堅納文、瑪嘉·夢露、保羅·薛納德、Nicholas Crovetti和瑞恩·菲利普。
本片於2020年9月8日在多維爾美國電影節上進行全球首映，之後在2021年1月22日由Vertical Entertainment公映。

## 演員
- 馬提亞斯·修奈爾 飾 Peter Flood
  - Nicholas Crovetti 飾 年幼的Peter Flood
- 祖爾·堅納文 飾 Michael Flood
- 瑪嘉·夢露 飾 Grace
- 保羅·薛納德（英语：Paul Schneider (actor)） 飾 Jimmy
- 瑞恩·菲利普 飾 Charley
- 菲利克斯·斯科特（英语：Felix Scott） 飾 Phil
- James Nelson-Joyce 飾 Leonard
- 安東尼·科隆（英语：Antoni Corone） 飾 Bono
- Carlos Schram 飾 Carlos
- Tarek Hamite 飾 Ryan
- Tim Ahern 飾 Councilman Taylor
- Grace Bilik 飾 Charley的女兒
- Michael McFadden 飾 Victor Kopec
- Craig DiFrancia 飾 Tino
- Nigel Barber 飾 Reggie
- Colin Moody 飾 Veterinarian
- Margriet Oranje 飾 Charley的妻子（未掛名）
- Gary Ayash 飾 Rabbi（未掛名）
- Stosh Zona 飾 黑幫（未掛名）

## 製作
2018年5月，宣布馬提亞斯·修奈爾、加烈·希隆和史考特·麥奈利被揀選出演本片，電影將於8月在費城開始拍攝。2019年2月，宣布祖爾·堅納文、瑞恩·菲利普、保羅·薛納德和瑪嘉·夢露也加入劇組。
電影於2019年3月在紐約市開始拍攝。

## 外部連結
- 互联网电影数据库（IMDb）上《血緣兄弟》的资料（英文）